# Hans Möller (Jurist)
Hans Fritz Heinrich Möller (* 3. März 1907 in Hamburg; † 9. Februar 1979 ebenda) war ein deutscher Jurist.

## Leben und Wirken
Hans Möller kam aus einer Hamburger Kaufmannsfamilie. Er besuchte das Realgymnasium der Gelehrtenschule des Johanneums und absolvierte ein Studium der Rechtswissenschaften in München, Freiburg im Breisgau und Hamburg. Er promovierte 1932 bei Ernst Bruck über Cifgeschäft und Versicherung und arbeitete anschließend als Dozent an der Hamburger Universität. In seiner Habilitationsschrift behandelte er 1936 Summen- und Einzelschaden. Beiträge zur Erneuerung der Schadenslehre vom Wirtschaftsrecht aus. Zum 1. Mai 1937 trat er in die NSDAP ein (Mitgliedsnummer 3.976.780). 1939 erhielt er einen Ruf auf eine außerordentliche, ab 1941 eine ordentliche Professur für Bürgerliches, Handels- und Versicherungsrecht einschließlich Sozialversicherung an der Hamburger Universität. Er folgte damit auf den 1935 zwangsemeritierten Bruck. Von 1936/37 bis 1973 fungierte er auch als Direktor des Seminars für Versicherungswirtschaft der Universität. Als Dekan bzw. Prodekan leitete er von 1952 bis 1954 sowie von 1961 bis 1963 die Rechtswissenschaftliche Fakultät. 1945 übernahm er den Vorsitz des Versicherungswissenschaftlichen Vereins in Hamburg. Seit 1953 gehörte er dem Hamburgischen Verfassungsgericht an. Als Gastprofessor lehrte er in Berkeley und war Mitglied in der Faculté Internationale pour l’enseignement de droit comparé in Straßburg.

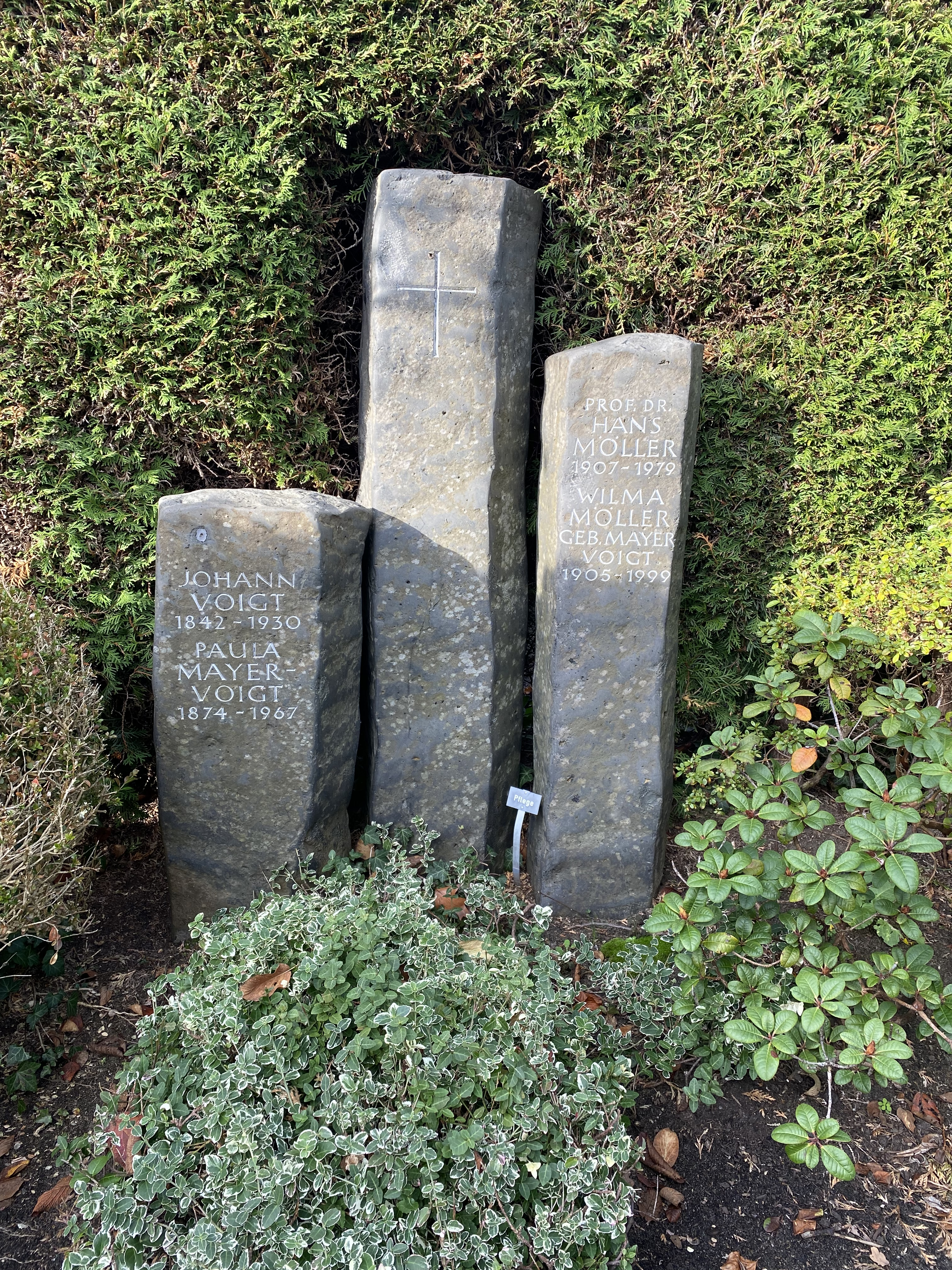
Grabstätte

An der Hamburger Universität führte er die von Ernst Bruck begründete „Hamburger Schule“ des Versicherungsrechts weiter. Er galt in Forschung und Lehre der Versicherungswirtschaft als führend und prägend für sein Fachgebiet. Er erarbeitete die Theorie der Gefahrtragung, die weltweite Auswirkungen auf das Versicherungsrecht hatte. Bei Wiedergründung des Deutschen Vereins für Versicherungswissenschaft 1959 übernahm er dessen Vorsitz. Außerdem war er Schriftleiter der Zeitschrift für die gesamte Versicherungswissenschaft. Als Gründungsmitglied der Association Internationale de Droit des Assurances übernahm er von 1974 bis 1978 das Präsidentenamt und wurde anschließend zum Ehrenpräsidenten ernannt. Er setzte sich dafür ein, dass der zweite Weltkongress des Verbands 1962 in Hamburg abgehalten wurde.
Als wissenschaftliches Hauptwerk des Juristen kann die grundlegende Überarbeitung und Erweiterung des Kommentars zum Versicherungsvertragsgesetz unter Einschluss des Versicherungsvermittlerrechts ab 1961 angesehen werden. Das Werk stammte ursprünglich von Ernst Bruck. Möller verstand, Begriffe präzise zu definieren und den Stoff dogmatisch-systematisch zu erarbeiten. Er schrieb zehn Bücher und mehr als 250 Aufsätze. Dabei behandelte er alle Bereiche des Versicherungsrechts, das Handels- und Patentrecht und das Bürgerliche Recht. Außerdem führte er die ebenfalls von Bruck begonnenen Veröffentlichungen des Seminars für Versicherungswirtschaft der Universität Hamburg und des Versicherungswirtschaftlichen Vereins in Hamburg e. V. fort, die wichtige Monografien enthielten. Außerdem galt er als gefragter Gutachter und gehörte mehreren Aufsichts- und Verwaltungsräten von Versicherungsunternehmen an.
Politisch engagierte Möller sich nach dem Zweiten Weltkrieg in der CDU Hamburg, für die er bei der Bürgerschaftswahl 1966 auf Listenplatz 71 kandidierte. Die CDU erhielt jedoch lediglich 38 Mandate.
Hans Möller verstarb im Alter von 71 Jahren und wurde auf dem Friedhof Groß Flottbek beigesetzt.